# Sabrina Ferilli
Sabrina Ferilli (født 28. juni 1964 i Rom) er en italiensk skuespiller. Hun har modtaget en lang række priser i sit hjemland, heriblandt fem Nastro d'Argento, en Globo d'oro og fire Ciak d'oro. Hun medvirkede i Den store skønhed (2013) af Paolo Sorrentino; filmen modtog en Oscar for bedste udenlandske film i 2014.